# شارع محمد الخامس (مدينة تونس)

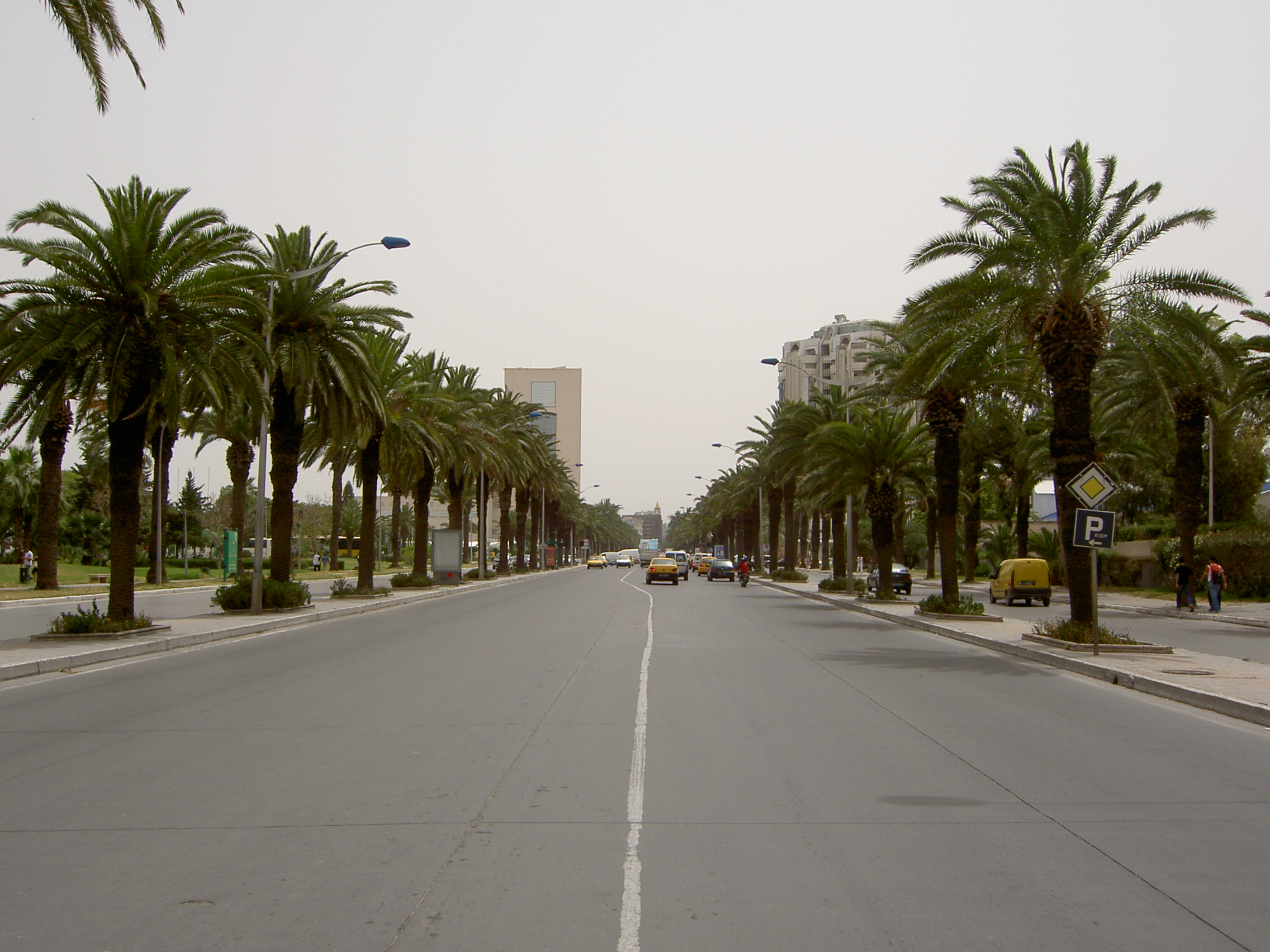
شارع محمد الخامس في اتجاه ساحة 14 جانفي 2011

شارع محمد الخامس كان يسمى قبل الاستقلال بشارع قامبطا، وهو أحد أهم شوارع تونس العاصمة وهو متعامد مع شارع الحبيب بورقيبة ويمتد من ساحة 14 جانفي 2011 إلى ساحة باستور. وتوجد به العديد من المؤسسات خاصة منها البنكية كالبنك التونسي للتضامن والبنك التونسي الكويتي وبرج الأمة الآن، والذي كان قديما مقر التجمع الدستوري الديمقراطي إذ أصبح الآن مقر وزارة أملاك الدولة والشؤون العقارية وكذلك السفارة الليبية بالعاصمة التونسية والمجلس الاقتصادي والاجتماعي والديوان التونسي للتجارة ومجموعة محسن حشيشة، كما يضم هذا الشارع مركب حسان بالخوجة مقر تدريبات نادي الترجي الرياضي التونسي. سمي الشارع باسم العاهل المغربي محمد الخامس لدى زيارته لتونس عام 1957.
تتركز على الشارع أهم المقرات والمؤسسات المالية.

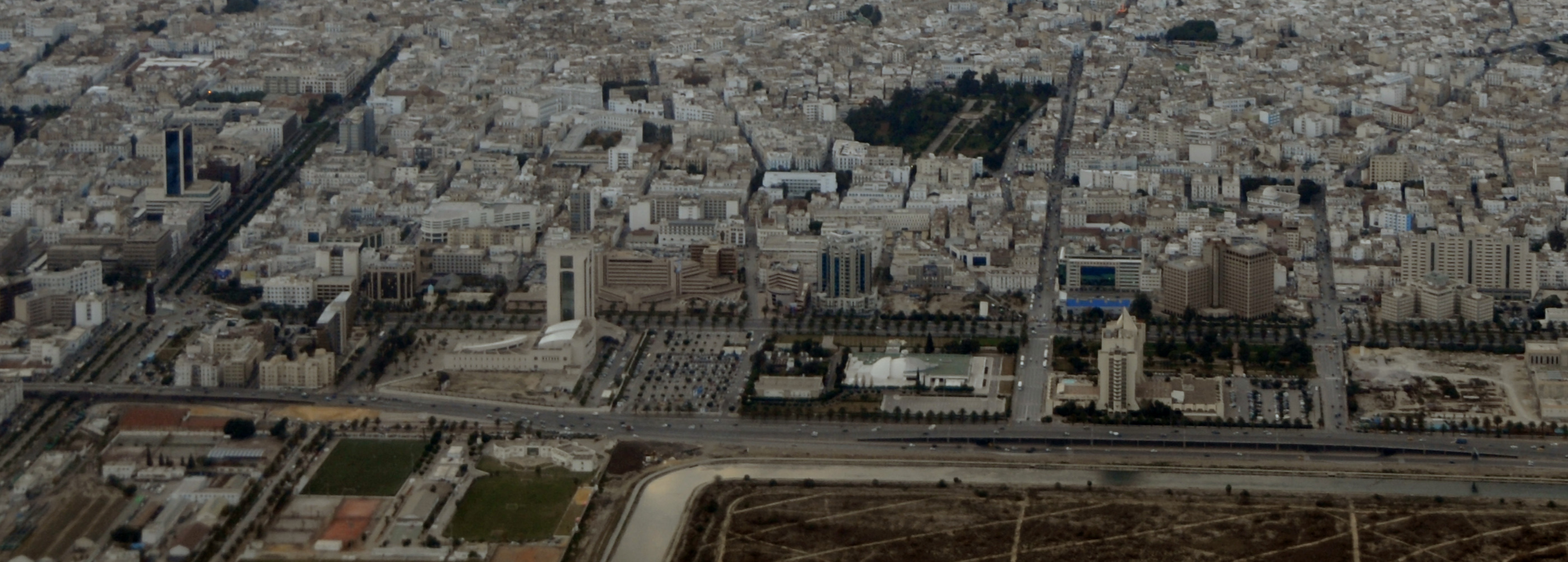
صورة بانورامية لشارع محمد الخامس

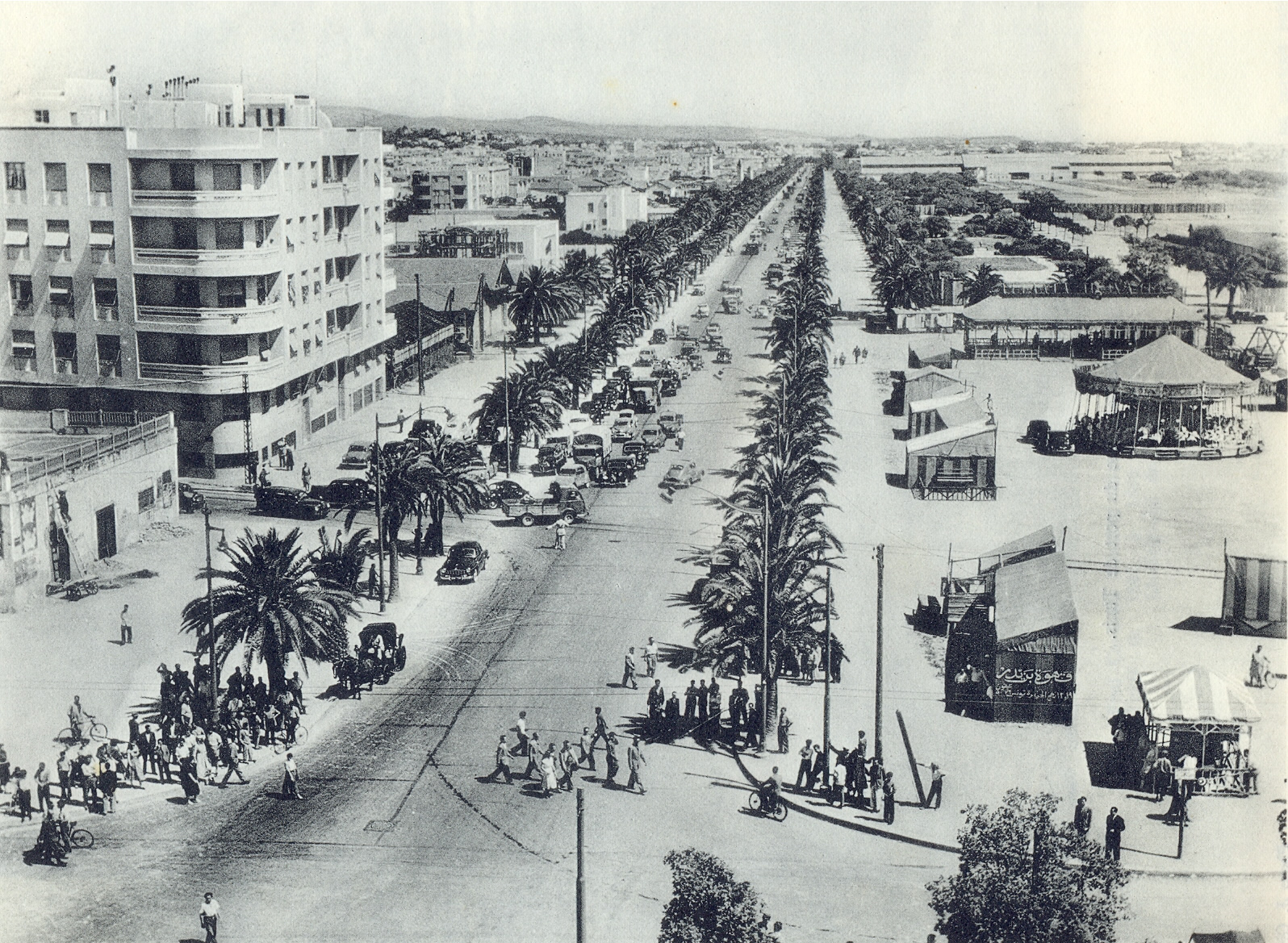
شارع محمد الخامس عام 1942